# Chalcosyrphus rondanii
Chalcosyrphus rondanii är en tvåvingeart som först beskrevs av Shannon 1926.  Chalcosyrphus rondanii ingår i släktet mulmblomflugor, och familjen blomflugor. Inga underarter finns listade i Catalogue of Life.